# Tutonczana
Tutonczana (ros. Тутончана) – rzeka w Rosji.
Rzeka ma 459 km długości oraz powierzchnię dorzecza o wielkości 16 800 km². Źródła rzeki znajdują się na Wyżynie Środkowosyberyjskiej. Uchodzi do prawego brzegu Dolnej Tunguzkiej.